# Zámek Chaumont
Zámek Chaumont, francouzsky Château de Chaumont-sur-Loire, je zámek v obci Chaumont-sur-Loire v údolí Loiry, který byl postaven jako středověký hrad v 10. století.
Svůj dnešní vzhled dostal přestavbou v renesančním stylu v roce 1510.